# Церцвадзе, Шота Ермилович
Шота Ермилович Церцвадзе (1923, село Пирвели-Обча, Кутаисский уезд, Кутаисская губерния, ССР Грузия — неизвестно, село Пирвели-Обча, Маяковский район, Грузинская ССР) — звеньевой колхоза имени Микояна Маяковского района, Грузинская ССР. Герой Социалистического Труда (1949).

## Биография
Родился в 1923 году в крестьянской семье в селе Пирвели-Обча Кутаисского уезда. Окончил местную сельскую школу. Участвовал в Великой Отечественной войне. Воевал заместителем командира отделения в составе 660-го стрелкового полка 406-й стрелковой дивизии. После демобилизации в звании сержанта возвратился в родное село, где трудился звеньевым виноградарей в колхозе имени Микояна Маяковского района.
В 1948 году звено под его руководством собрало в среднем с каждого гектара по 101,9 центнера винограда на участке площадью 3 гектара. Указом Президиума Верховного Совета СССР от 9 августа 1949 года удостоен звания Героя Социалистического Труда за «получение высоких урожаев винограда в 1948 году» с вручением ордена Ленина и золотой медали «Серп и Молот» (№ 4329).
После выхода на пенсию проживал в родном селе Пирвели-Обча Маяковского района. С 1984 года — персональный пенсионер союзного значения. Дата смерти не установлена (после марта 1985 года).
Награды
- Герой Социалистического Труда
- Орден Ленина
- Орден Отечественной войны 2 степени (11.03.1985)
- Медаль «За победу над Германией в Великой Отечественной войне 1941—1945 гг.»